# 北海道立農業大学校
北海道立農業大学校（ほっかいどうりつのうぎょうだいがっこう）とは、北海道中川郡本別町にある、北海道立の農業大学校である。

## 所在地
- 北海道中川郡本別町西仙美里25-1

## 設置学科
養成課程
- 畜産経営学科
  - 乳牛コース
  - 肉牛コース
- 畑作園芸経営学科
  - 畑作コース
  - 園芸コース

研修部門
- 稲作経営専攻コース

研究課程（養成課程・研修部門卒業生等が対象）
- 農業経営研究科

## 沿革
- 1946年 - 北海道立農業講習所として発足
- 1974年 - 北海道立農業大学校に改組
- 1979年 - 修業年限を1年制から2年制に改組
- 1985年 - 養成部門を2学科4専攻コースに拡充、研修部門と稲作経営専攻コースの新設
- 1997年 - 施設・設備の改築整備開始
- 1999年 - 整備完成、農業経営研究科の新設
- 2006年 - 専修学校に位置付け

## 特色
- 旧陸軍省軍馬補充部十勝支部の跡地を利用して建てられている。敷地面積は240ha。
- 2006年度より専修学校に位置づけされたため、卒業生には専門士の称号が与えられるほか、農業系大学への編入学も可能となった。
- 稲作経営専攻コースの生徒は、本別町には実習できる水田がないため、主に深川市の拓殖大学北海道短期大学で学習している。

## 学校関係者
- 近江谷好幸（卒業生、カーリング選手）